# Funiculaire de Santa Luzia

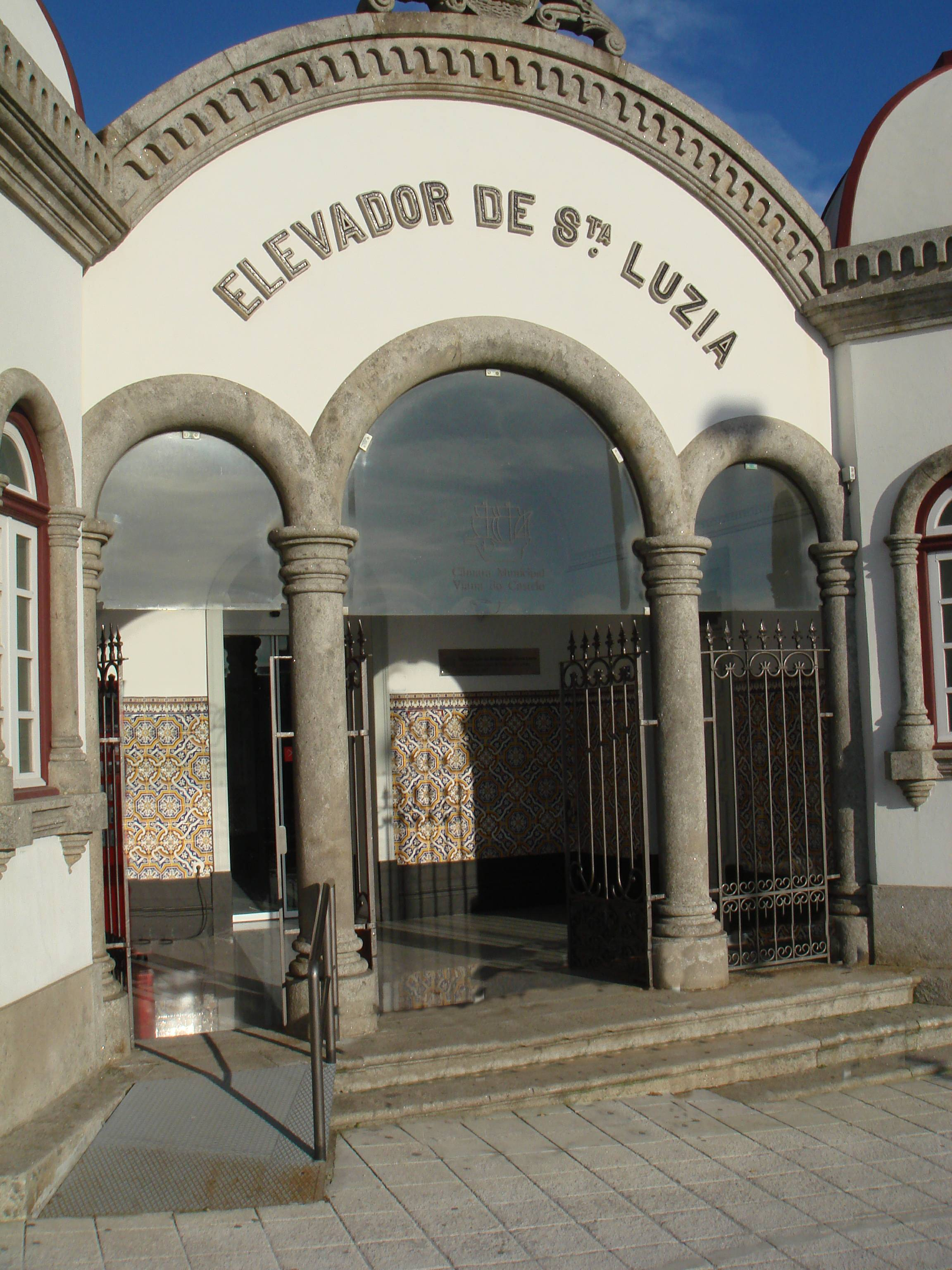
Entrée

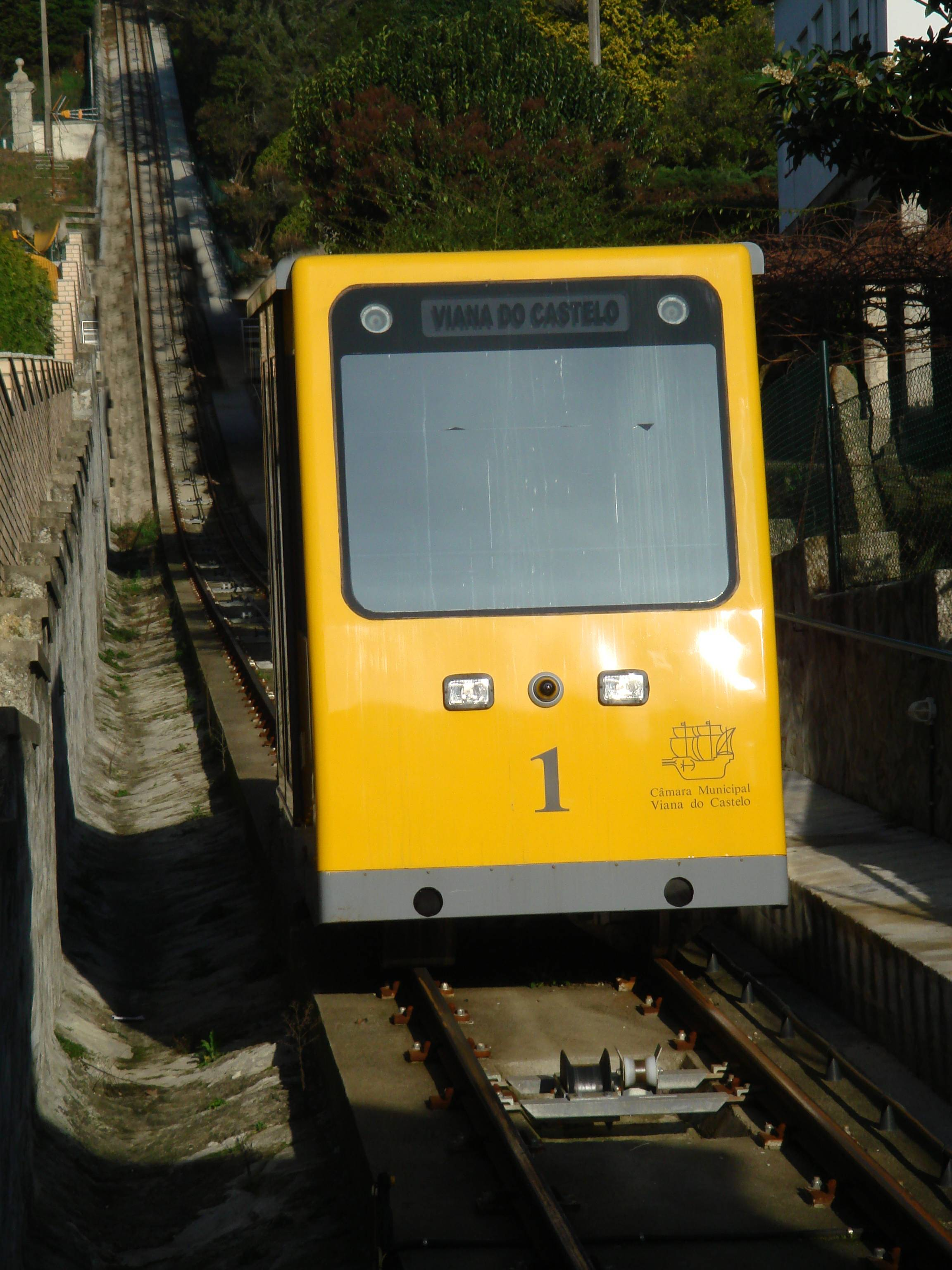
Nouvelle voiture

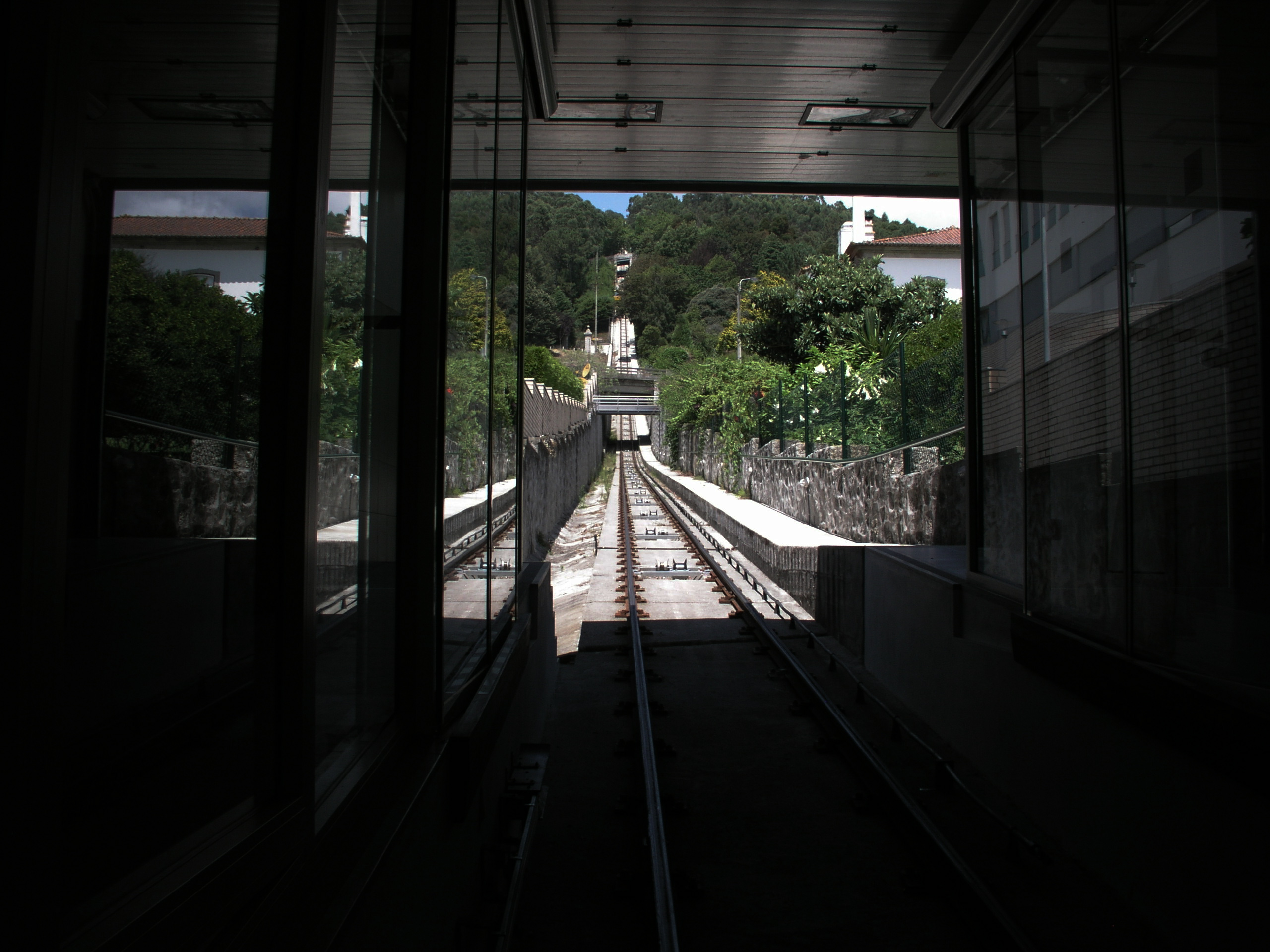
Vue depuis la station basse

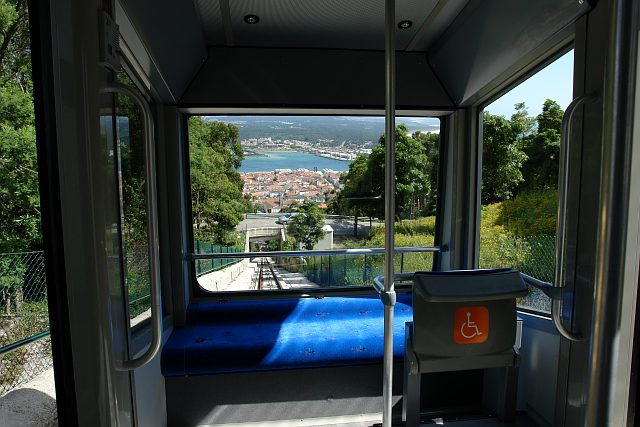
Vue en cabine, depuis la station haute

Le funiculaire de Santa Luzia (en portugais : Elevador de Santa Luzia), à Viana do Castelo, au Portugal, relie la gare ferroviaire située en bas dans la ville, à l'église Santa Luzia qui domine le paysage et offre un splendide panorama.
C'est le plus long de tous les funiculaires du Portugal.

## Histoire
Le funiculaire a été inauguré le 2 juillet 1923. 
Le service a été arrêté le 19 avril 2001 pour cause de vétusté générale. Les travaux de restauration ont commencé en juin 2005, pour une ouverture au public le 5 avril 2007. Le travail a été réalisé par les entreprises EFACEC et Liftech. Certains composants ont été conçus en Espagne, entre autres les voitures, par la société ISM, de Saragosse. Le nouvel équipement répond aux normes les plus récentes. 

## Horaires et tarifs
L'ascenseur fonctionne l'été, de demi-heure en demi-heure entre 8 h et 20 h heures, et jusqu'à 18h en hiver, à toute heure avec un minimum de deux passagers. 
- Aller : 2,00 €
- Aller-retour : 3,00 €

## Caractéristiques
- Longueur du trajet : 650 m (la plus grande du Portugal)
- Dénivellation : 160 m (la plus grande du Portugal)
- Pente moyenne : 25 %
- Vitesse : 2 m/s
- Type de voie : voie simple à deux rails, avec croisement à mi-parcours
- Énergie : électricité
- Énergie de secours : moteur diesel pour la traction, batteries pour les équipements électriques
- Freinage du groupe moteur : électrique ; freinage d'urgence : hydraulique.
- Freinage sur les voitures : deux pistes de freinage hydraulique par rail
- Fonctionnement : les deux voitures fonctionnent en contrepoids et se croisent au milieu du parcours. Le moteur électrique compense les différences de charge et entretient le mouvement.
- Nombre de passagers par voiture : 25 avec possibilité de transporter des vélos
- Durée du voyage : 7 minutes